# Ponzio Cominio
Ponzio Cominio (440 a.C. circa – 360 a.C.) è stato un militare romano.

## Biografia

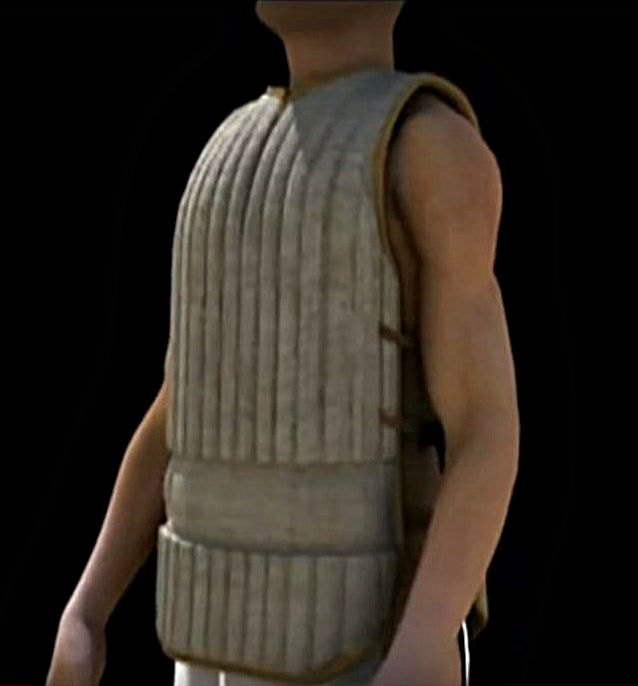
Ricostruzione in 3D del "salvagente" utilizzato da Cominio per l'attraversamento del Tevere

Secondo la testimonianza di Plutarco presente in Vite parallele-Camillo, dedicato a Marco Furio Camillo, Ponzio Cominio si distinse per un'impresa militare di grande rilevanza durante l'assedio gallico di Roma: incaricato di portare un messaggio al comandante romano, nuotò nelle acque del Tevere con indosso la propria armatura (11 kg era il peso medio) tenuto a galla da quello che è forse il primo "salvagente" di cui si ha testimonianza, indumento imbottito di sughero che limitava gli effetti del peso dell'armatura, permettendo al soldato di non affogare.